# Пано Лефкара
Пано Лефкара (грец. Πάνω Λεύκαρα) — село на острові Кіпр, відоме своїми мереживами лефкарітика (грецькою мовою: λευκαρίτικα) та срібними ремеслами. Свою назву село отримало від білого кремнистого кремнію та вапняку: Лефкара походить від поєднання грецьких слів «лефка» (грец. λευκά, у перекладі означає білий) та «орі» (грец. όρη, у перекладі означає гори, пагорби). Японська асоціація туристичних агентів віднесла село до списку «30 найкрасивіших міст Європи».

## Місцезнаходження
Село розташоване на південних схилах гір Троедос в районі Ларнаки на Кіпрі, біля головної траси Нікосія - Лімасол. Має бруковані вулиці з вапняку та мальовничу архітектуру.

## Срібло та мереживо
Групи жінок на вузьких сільських вулицях вишивають мереживо. Село також відоме своїми кваліфікованими срібниками, які виробляють вишукані філігранні роботи. Музей фольклору в місті показує відвідувачам, яким було життя на Кіпрі близько сотні років тому. Музей розташований у відреставрованому будинку та демонструє меблі та предмети заможної родини, місцеві костюми та зразки мереживних виробів Лефкари. За легендою, Леонардо да Вінчі відвідав село в 1481 році та придбав мереживне полотно для головного вівтаря Міланського собору. У 1889 році було відкрито місцеву мереживну школу, і мереживо Лефкарітіка повернуло значну частину своєї давньої слави.

## Історичний огляд

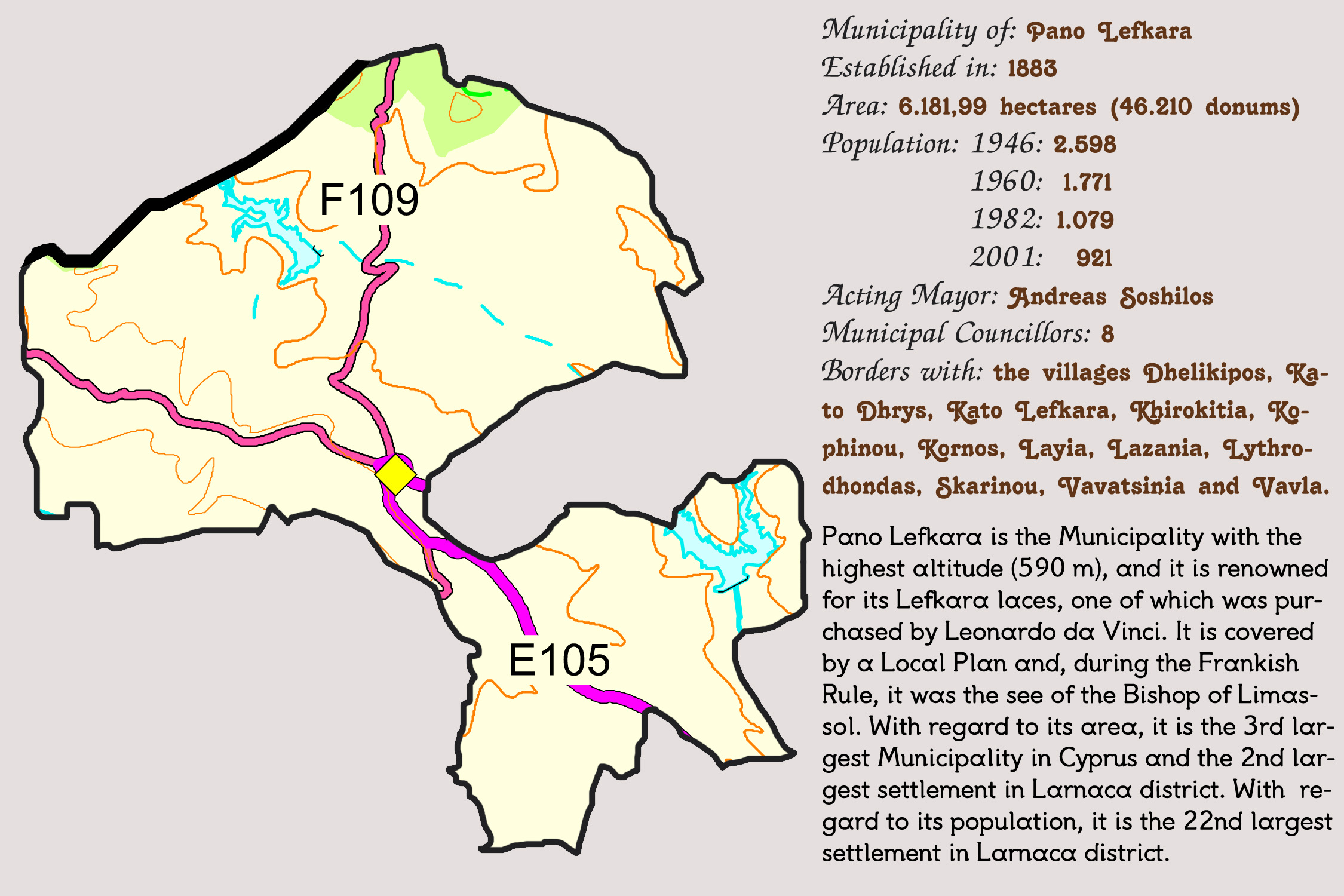
Коротка презентація Пано Лефкара

### Античність та кінець османського періоду
Археологічні залишки неоліту, знайдені в селі, є свідченням того, що регіон навколо Пано Лефкара був безперервно заселений протягом багатьох століть. Перші історичні свідчення про існування Пано Лефкара з його сучасною назвою знаходяться у заповіті святого Неофіта, який народився в 1134 році в селі Като Драйс поблизу Пано Лефкара, коли Кіпр був частиною Візантійської імперії. Зберігся будинок лише з однієї кімнати, де святий Неофіт зустрівся з майбутньою дружиною за ніч до того, як він втік, щоб стати ченцем. Навколо нього побудований новіший будинок, що належить пані Мариця Каллу. Під час франкського та венеціанського періоду (1191-1571) Пано Лефкара став феодом. У 16 столітті це було найбільше місто Кіпру. З 1571 по 1878 рік Кіпр був окупований турками. Більшість будинків, що збереглися сьогодні в селі, датуються цим періодом. Голі кам'яні фасади з невеликими отворами, планування кімнат навколо внутрішнього подвір'я та плоскі ущільнені дахи - типові елементи архітектури Пано Лефкара до кінця 19 століття.

### Британський період та незалежність

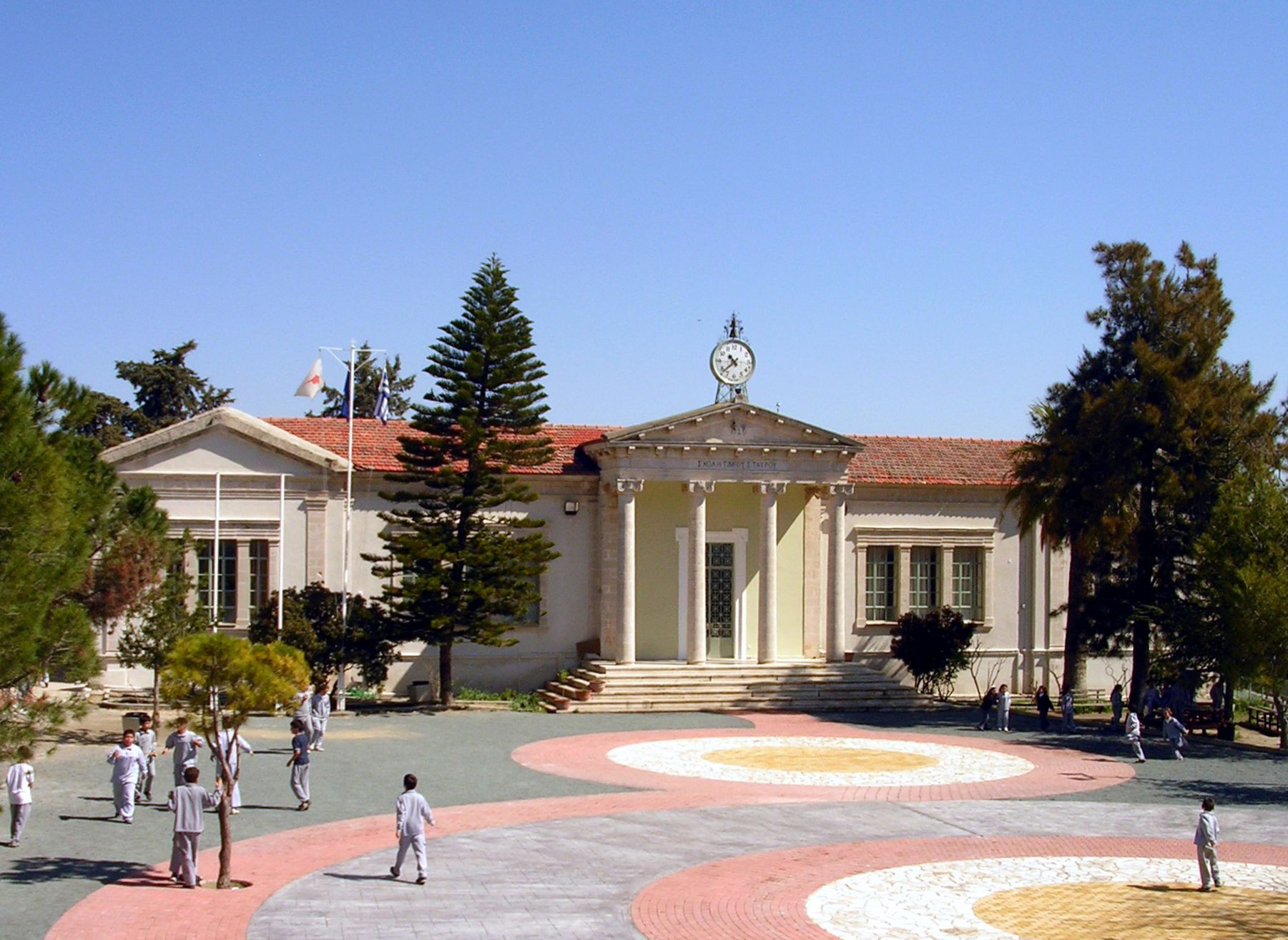
Початкова школа

У 1878 році Кіпр потрапив під британську адміністрацію відповідно до Кіпрської конвенції та Берлінського договору того ж року. На початку 20 століття комерціалізація місцевих вишивок, що продаються по всій Європі жителями Пано Лефкара, спричинила серйозні зміни. Цим періодом датуються двоповерхові будинки з магазинами на перших поверхах, похилими керамічними черепичними дахами та довгими балконами довжиною головних фасадів, виконаних у кольоровій штукатурці та прикрашених неокласичними архітектурними елементами періоду.
Друга світова війна перервала продаж мережива. Дефіцит роботи змусив жителів масово емігрувати, і в 1930-х роках половина села Пано Лефкара залишилася безлюдною.
Історично в місті було змішане населення, яке складалося з більшості кіпріотів-греків та меншості з турецьких кіпріотів. Під час перепису 1946 року було зафіксовано 2530 кіпріотів-греків та 473 кіпріотів-турецьких, що становило 3003. Ряд жителів Пано Лефкара мігрували за кордон у 1950-х рр., Наприклад, до 1960 р. загальна чисельність населення зменшилася до 2075 із 1714 кіпріотами-греками та 361 кіпріотами-турком. Близько 400 кіпріотів-турок втекли з села і були переміщені в сусідній Кофіну під час кривавого Різдва в грудні 1963 - січні 1964. Вони знову були переміщені на Північний Кіпр після вторгнення Туреччини на Кіпр в 1974 році, в село Агіос Теодорос (Чайірова). Ці переміщені жителі дотримуються культури Пано Лефкара та Будинку Пано Лефкара, де в Агіос Теодоросі функціонує плетіння мережива Пано Лефкара.
Виселення населення Пано Лефкара у 1930-ті 1970-ті роки призвело до того, що багато селищ було занедбано. Розвиток туризму мало вплинув на традиційну архітектуру. Використання нових матеріалів, обраних з міркувань комфорту та моди, мало змінило фасади та інтер’єри традиційних житлових будинків. Є низка закритих та безлюдних житлових будинків, які залишились недоторканими. Здебільшого традиційна архітектура Пано Лефкара залишається цілою.
Туризм почав розвиватися в 70-х роках XX століття, рятуючи Пано Лефкара від економічних руйнувань. Завдяки традиційній архітектурі, яка все ще залишалася цілою, вишивка та ремісничі срібні вироби приваблювали туристів.

## Консервація та архітектурна спадщина
Департамент старожитностей та Департамент житлового господарства та урбанізму перерахували численні традиційні будинки. З 1978 року Департамент старожитностей відремонтував кілька будівель, особливо резиденцію Патсалос, яка була перетворена на місцевий музей вишивки та традиційних срібних виробів. Указ про реабілітацію, виданий Міністерством житлово-комунального господарства, включатиме всі традиційні будівлі, що очікують на перелік.
В селищі є Церква Святого Хреста, що збудована у 14 ст з визначною дзвіницею. У церкві зберігається хрест з частинами святого хреста.
У Пано Лефкара є мечеть, побудована у 20 столітті за допомогою кіпріотів-турецьких жителів, що проживають за кордоном, коріння яких були у Пано Лефкара. Попередня османська мечеть існувала на її місці, але була зруйнована в 1890-х роках. Прямокутна мечеть з мінаретом, прикріпленим до північно-східного кута, відображає традиційну сільську архітектуру Кіпру.

## Міжнародні зв'язки

### Міста-побратими - Міста-побратими
Пано Лефкара побратим :
- Рафіна, Греція [24]
- Лузіньян, Відень у Франції, який пов'язаний з Будинком Лузіньян, колишнім правлячим будинком Королівства Кіпр

## Галерея

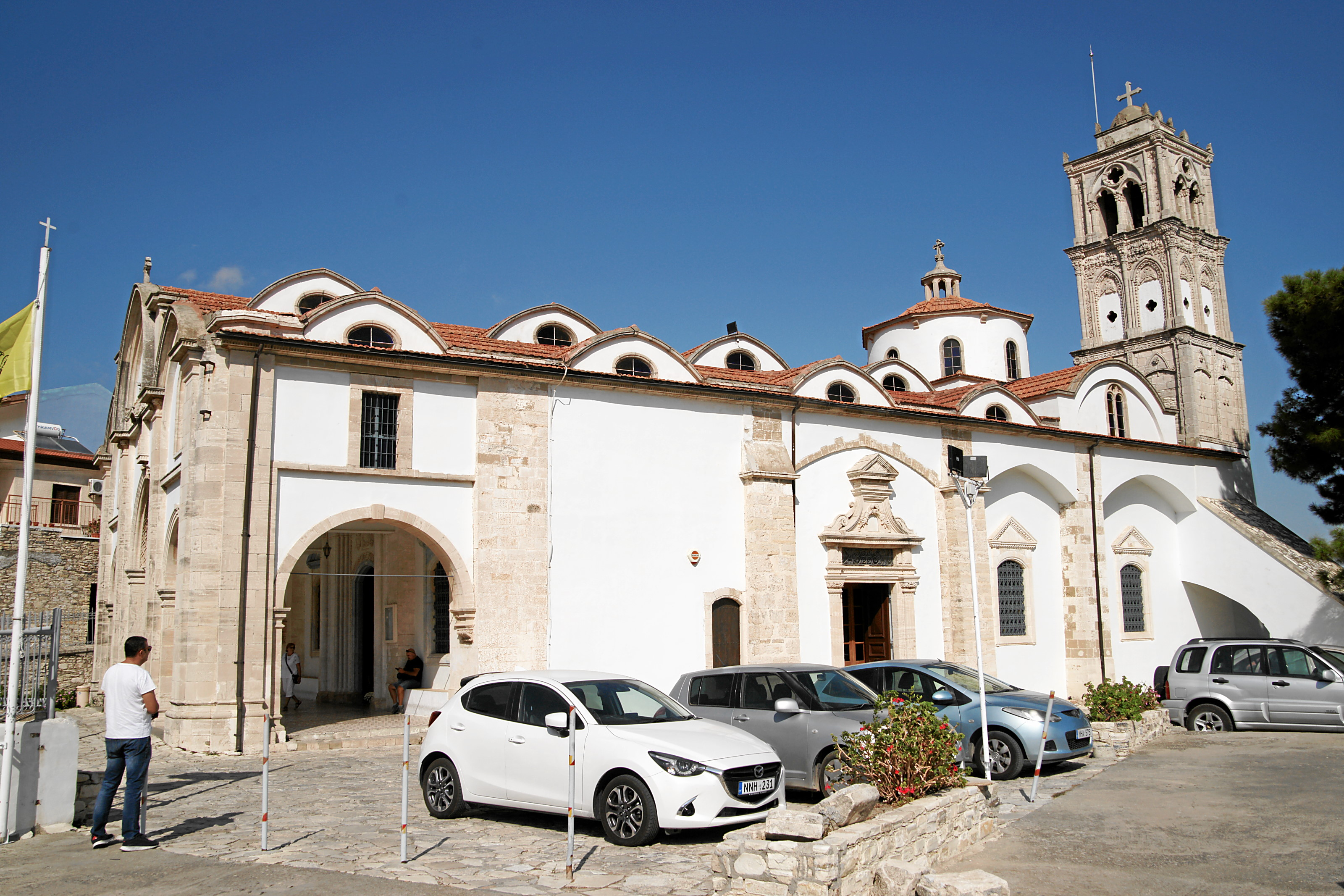
Церква Святого Хреста
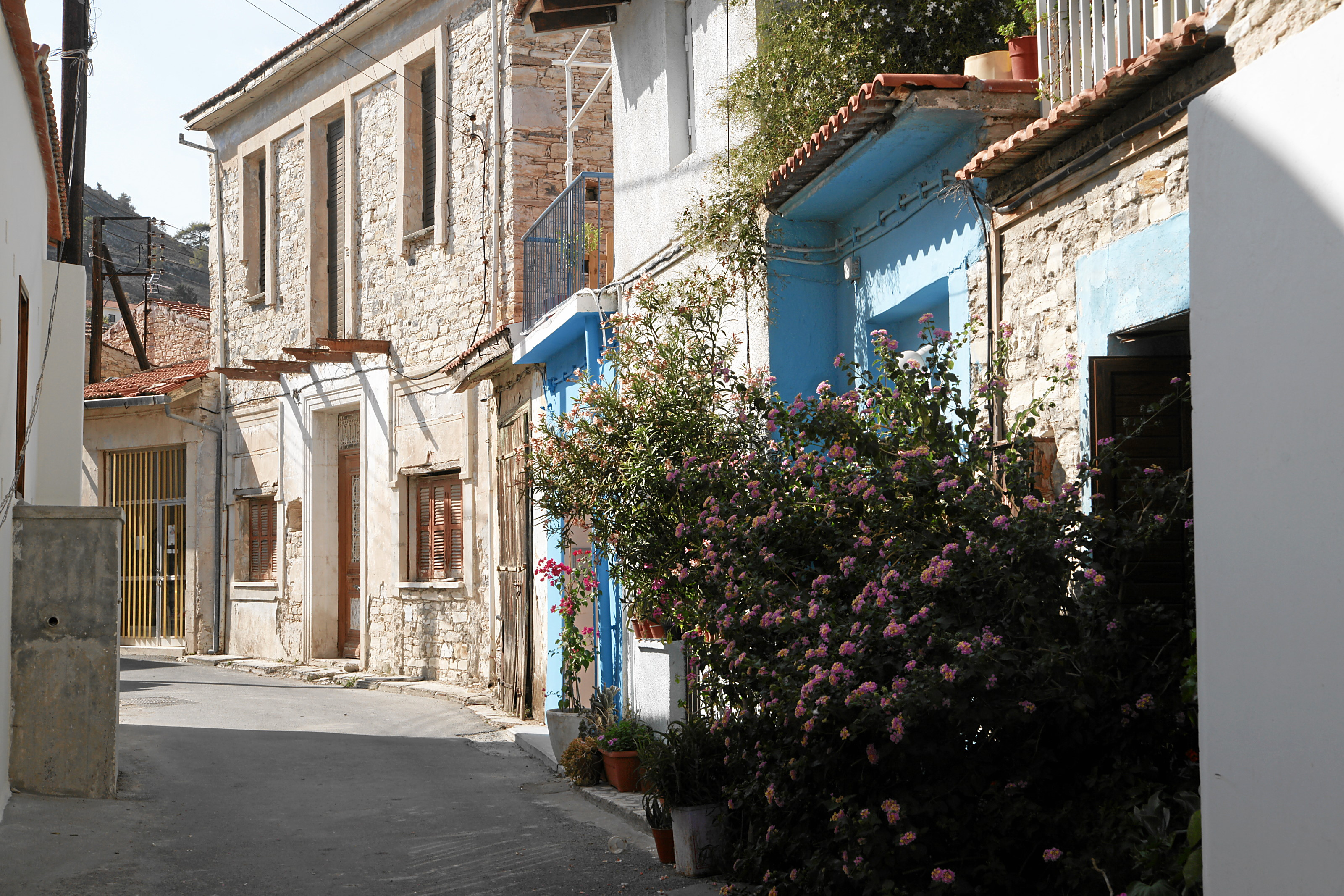
Вулиця
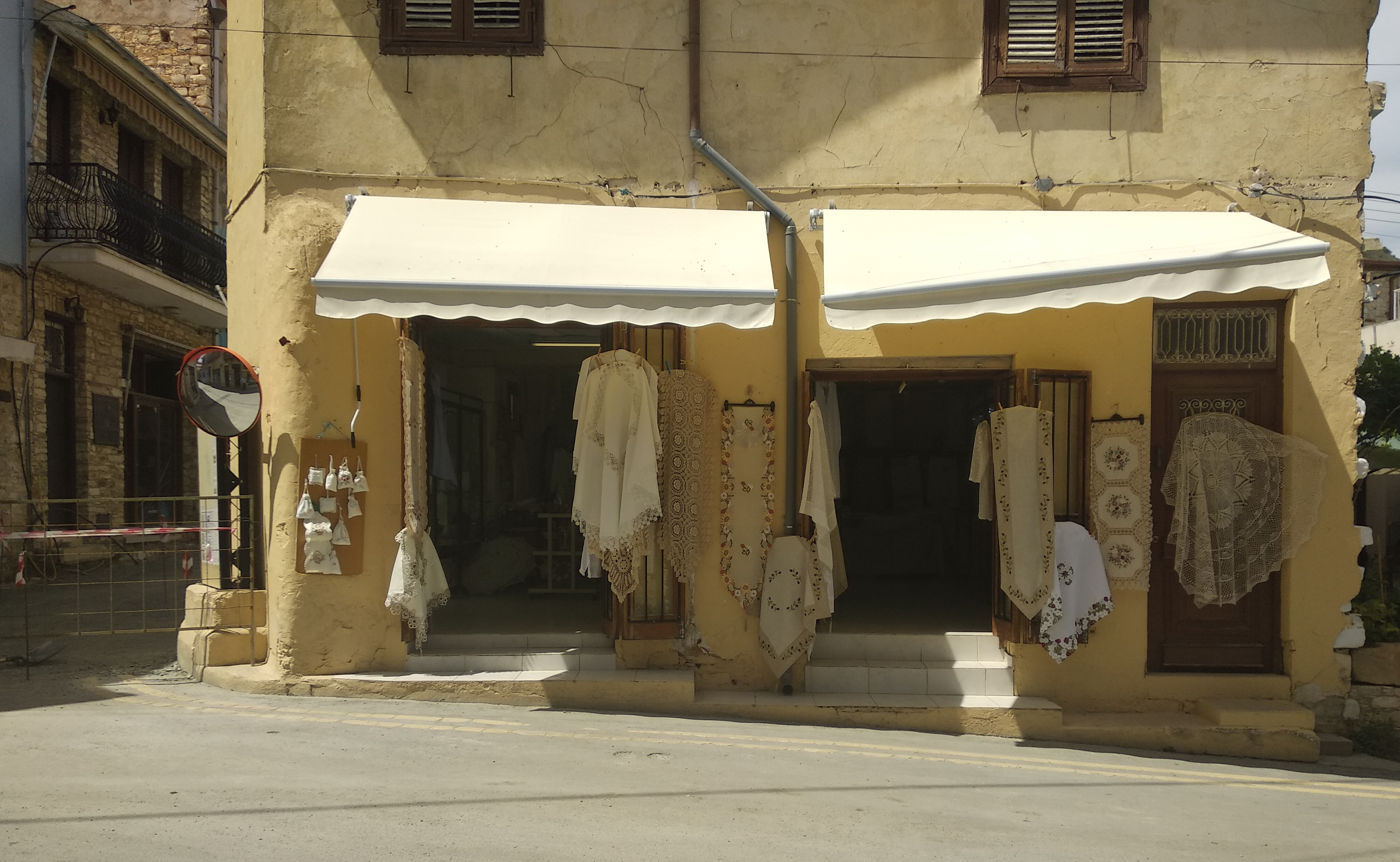
Магазин з вишивкою